# Royal Aircraft Factory R.E.8

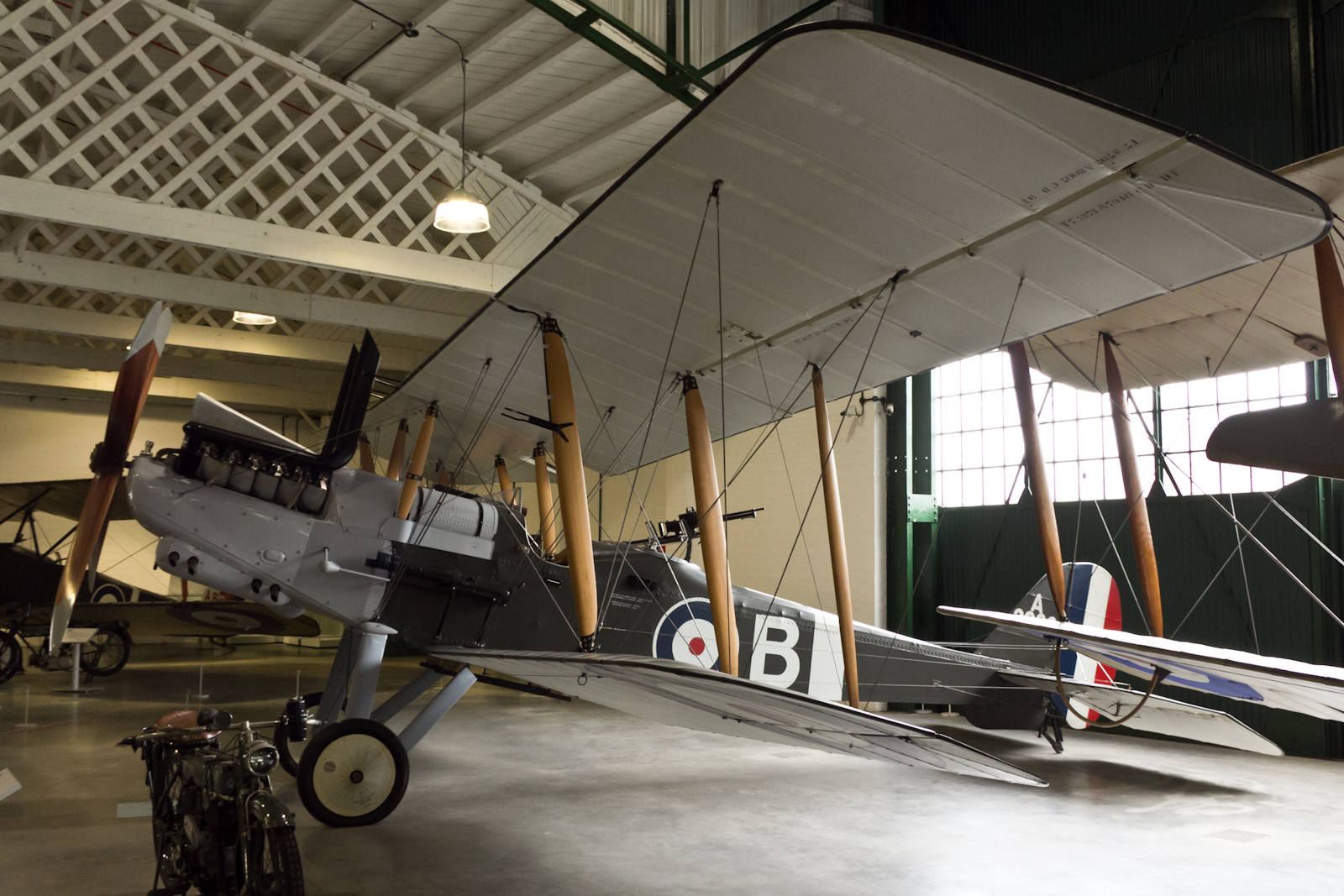
Royal Aircraft Factory R.E.8

A Royal Aircraft Factory R.E.8 foi um avião bilugar biplano britânico, de reconhecimento aéreo e bombardeamento, que foi usado durante a Primeira Guerra Mundial; foi projetado e produzido na Royal Aircraft Factory. Também foi produzido pela Austin Motors, Daimler, Standard Motors, Siddeley-Deasy e pelo Coventry Ordnance Works.
A R.E.8 tem as suas origens dentro de um requisito para um substituto adequado para os cada vez mais vulneráveis B.E.2. Em 17 de junho de 1916, o primeiro de um par de protótipos realizou o voo inaugural. Durante os primeiros voos, o R.E.8 foi rapidamente considerado como sendo substancialmente mais difícil de voar do que o seu antecessor, e logo adquiriu uma reputação negativa dentro do Royal Flying Corps, por ser "inseguro"; esta opinião do tipo nunca seria inteiramente desfeita. Embora ele tenha sido finalmente capaz de alcançar um patamar razoável de serviço satisfatório, em nenhum momento foi considerado como tendo sido um excelente avião de combate.

Apesar de suas deficiências, o R.E.8 foi adoptado como o avião padrão de reconhecimento e de observação de artilharia a partir de meados de 1917 até ao fim da Grande Guerra, servindo ao lado do popular Armstrong Whitworth F.K.8. Esta aeronave viu serviço em uma variedade de diferentes teatros de operações, incluindo a Itália, a Rússia, a Palestina e a Mesopotâmia, bem como a Frente Ocidental. Além de ser sido usado pelos britânicos, o tipo também foi pilotado pelos serviços aéreos da Austrália, Bélgica, Estónia, e a União Soviética. O R.E.8 foi rapidamente retirado de serviço logo após o fim do conflito, tendo sido substituído por tipos mais novos e mais ágeis, como o Bristol F.2 Fighter e o francês SPAD S.XI.